# Noël Clément-Janin
Pour les articles homonymes, voir Clément et Janin.
Hilaire Noël Sébastien Clément, dit Clément-Janin, né le 25 novembre 1862 à Dijon et mort le 6 mai 1947 dans le 16e arrondissement de Paris, est un écrivain et critique d'art français, qui fut directeur de publication, éditeur scientifique, bibliophile et spécialiste de l'histoire moderne de la gravure.

## Biographie
Noël Clément-Janin (dit Clément-Janin) est le fils de Michel-Hilaire Clément (1831-1885), rédacteur dans la presse bourguignonne s'étant spécialisé dans l'histoire et les traditions populaires locales, et de Marie-Camille Janin. Par sa mère, Noël est le petit-neveu du célèbre critique académicien Jules Janin.
Il publie tout d'abord, et à titre posthume, quelques ouvrages d'érudition écrits par son père sur la ville de Dijon, notamment une étude sur les orfèvres dijonnais puis sur les bourreaux et les suppliciés (1889), et enfin sur les enseignes et les arbres de la liberté de Dijon, tous édités chez  Darantière. Il signe les préfaces en reprenant le nom de plume Clément-Janin, inauguré par son père et qu'il s'attache à perpétuer. Il communique aussi à la Revue des traditions populaires du musée d'ethnographie du Trocadéro de nombreuses archives laissées par son père.
Au milieu des années 1890, Clément-Janin se rapproche du milieu positiviste, il noue d'étroits contacts avec Édouard Pelletan qui l'entraîne dans l'aventure éditoriale de sa maison d'édition inaugurée en 1896. Clément-Janin s'est entre-temps passionné pour la gravure et le livre illustré. Pelletan va, entre autres, lui confier en collaboration avec André Mellerio la codirection de sa revue, L'Estampe et l'affiche (1897-1899), et Clément-Janin devient une sorte de thuriféraire des productions de cet « éditeur-architecte », auquel il rendit hommage longtemps après sa mort.
En 1906 naît un enfant de son union avec Blanche Gabrielle Antonine Coulon.
Par la suite, il est un temps conservateur du cabinet d’estampes modernes de la bibliothèque d’art et d’archéologie, initié en 1908 par le couturier, mécène et collectionneur Jacques Doucet dont il est un proche collaborateur. Il participe à l'acquisition de nombreuses estampes ainsi que d'ensembles de dessins préparatoires et épreuves d'essais d'artistes comme Jacques Beltrand, Paul-Émile Colin, Käthe Kollwitz, Katharine Kimball, Alphonse Legros, Achille Ouvré, Henri Vergé-Sarrat ou Bertha Züricher.
Il est l'auteur d'importantes monographies sur des dessinateurs et graveurs comme Alphonse Legros, Frédéric Florian, Paul-Émile Colin, Eugène Béjot, Daniel Vierge, John Taylor Arms, Émile Jean Sulpis ou Marcellin Desboutin.
Il est le cofondateur en 1915 de l'association « Les Amis des artistes », caisse d'entraide destinée aux plasticiens dans le besoin.
En 1917, il est à l'origine de la première tentative de classification de la production iconographique de la Première Guerre mondiale, répertoriant près de 10 000 imprimés : en cela, il s'inscrit dans la lignée de l'iconologue pionnier John Grand-Carteret, montrant une grande rigueur dans son travail.
Après la guerre, il réside au 70, rue La Fontaine à Paris.

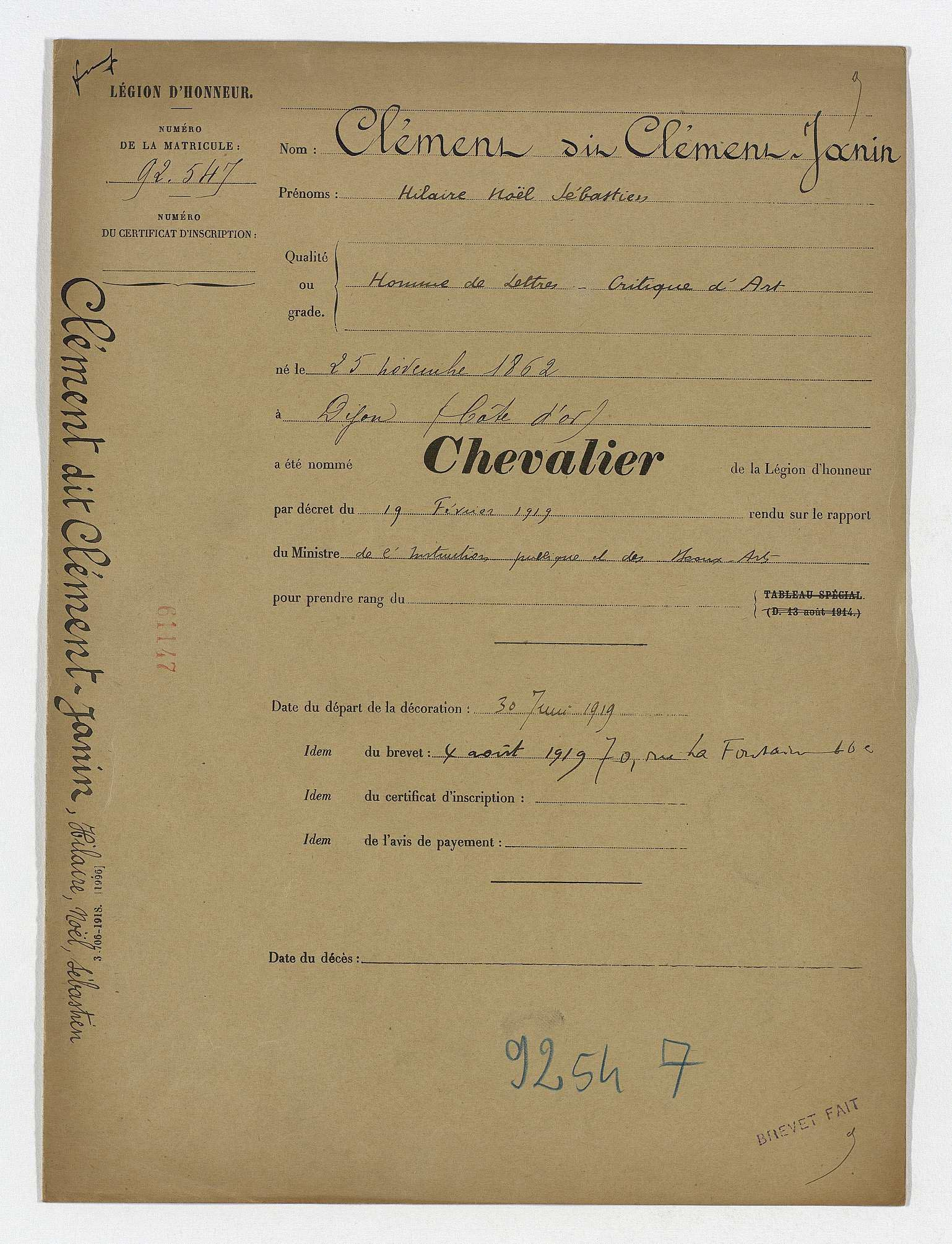
Le diplômes de chevalier de la Légion d'honneur (1919)

Le 19 février 1919, il est nommé chevalier de la Légion d'honneur.
L'un de ses derniers ouvrages est son remarquable Essai sur la bibliophilie contemporaine, paru en deux tomes chez René Kieffer en 1931-1932.
Noël Clément-Janin meurt le 6 mai 1947 dans le 16e arrondissement de Paris.

## Publications

### Articles

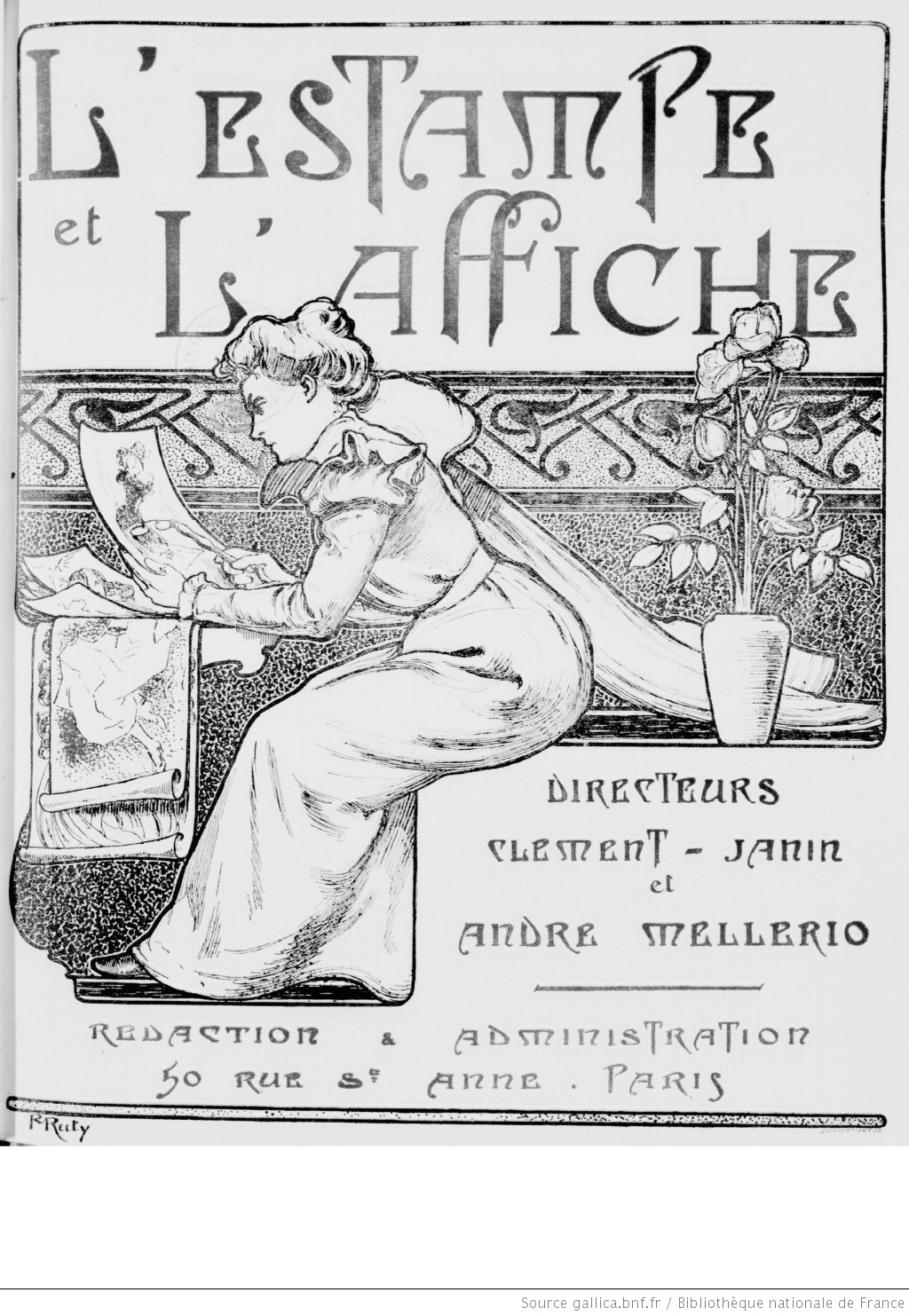
L'Estampe et l'Affiche, Directeurs Clément-Janin et André Mellerio

Très prolixe, Clément-Janin, qui fut vice-président du Syndicat de la presse artistique, écrivit pour L'Almanach du bibliophile (1898-1903), La Revue de l’art ancien et moderne, L'Art vivant, Les Nouvelles littéraires, Candide, L'Annuaire de la gravure française, Byblis, Gazette des beaux-arts,  la Société de la gravure sur bois originale, etc.

### Essais et monographies
- Frédéric Florian : dessinateur et graveur sur bois, Paris, Ch. Hessèle, 1911.
- Coups d'œil sur Paris, illustrés de 84 compositions de Charles Heyman dont 21 eaux-fortes originales et 63 dessins gravés sur bois par Pierre-Eugène Vibert, Paris, Charles Hessèle, 1912
- Catalogue général de l’œuvre d'Édouard Pelletan, 1913.
- Alphonse Legros et Dijon, Dijon, Darantière, 1913.
- Le Déclin et la Renaissance des industries d'art et de l'art décoratif en France, Paris, H. Floury, [vers 1910-1914].
- Les estampes, images et affiches de la guerre, Paris, éd. de la Gazette des Beaux-Arts, 1919.
- La curieuse vie de Marcellin Desboutin, peintre, graveur, poète, Paris, H. Floury, 1922.
- Essai sur la bibliophilie contemporaine de 1900 à 1928, Paris, René Kieffer, 1931-1932.

### Préfaces, appareil critique, catalogues
- Pierre-Eugène Vibert, Dix gravures sur bois : environs de Paris, Paris, Georges Crès & Cie, 1916.
- Victor Hugo en exil : d'après sa correspondance avec Jules Janin, et d'autres documents inédits, bois gravés par Henry Munsch, Paris, Éditions du Monde nouveau, 1922.
- J.T. Arms : son œuvre gravé, Paris, Galerie Marcel Guiot, 1926.
- Livre d'or du bibliophile, préface de Louis Barthou, Paris, Chambre syndicale des éditeurs de livres d'art, 1926-1928.
- Daniel Vierge, Paris, J. Meynial, 1929.
- Album de la gravure sur bois originale, Société de la gravure sur bois originale, 1929.
- Catalogue du Salon international du Livre d'art, 20 mai-15 août, Petit Palais des Beaux-Arts de la ville de Paris, 1931,, auteur du texte;
- Émile Guilmard, Fleurs de reliquaire, Cannes, Éditions Daphné, 1945.

### Romans et théâtre
- La Caverne, s.d.
- Judith vaincue, Paris, Alfred Leclerc, 1914.
- Les deux écoles ou Les collectionneurs : comédie en un acte, Paris, Le Goupy, 1922.
- L'Homme obscur, Paris, Le Monde moderne, 1926